# Giprus decurvatus
Giprus decurvatus är en insektsart som beskrevs av Sawbridge 1975. Giprus decurvatus ingår i släktet Giprus och familjen dvärgstritar. Inga underarter finns listade i Catalogue of Life.